# Korunková
Korunková é um município da Eslováquia, situado no distrito de Stropkov, na região de Prešov. Tem 11,21 km² de área e sua população em 2018 foi estimada em 80 habitantes.

## Demografia
| Ano:        | 1994 | 2004    | 2014 | 2024    |
| ----------- | ---- | ------- | ---- | ------- |
| Broj ljudi: | 120  | 100     | 93   | 59      |
| Razlika:    |      | -16,66% | -7%  | -36,55% |

| Ano:               | 2023 | 2024 |
| ------------------ | ---- | ---- |
| Número de pessoas: | 59   | 59   |
| Diferença:         |      | +0%  |